# 萬寶龍
萬寶龍國際有限公司（德語：Montblanc International GmbH）是歷峰集團旗下位於德國的一家精品鋼筆、手錶與配件的製造商。以「白色六角星」商標作為識別。

## 歷史
於1906年由一個德國漢堡的文具商創立，在1911年採納萬寶龍的商標前該公司以Simplo Filler Pen Company的名字成立。
該公司後來由登喜路所有而現時為歷峰集團形式上的一部份。

## 品牌

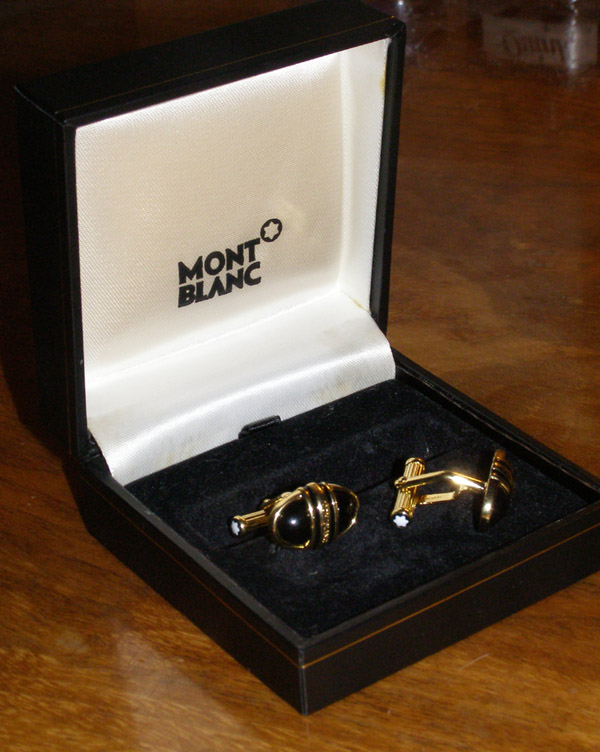
萬寶龍袖扣

萬寶龍的商標為白色風格的圓角六角星形，代表勃朗峰山頂上的積雪。該山峰的最高點為海拔4810米，該數字通常偱環用作各種主題。
十年間萬寶龍很少脫離太遠其旗艦產品Meisterstück（大師傑作）鋼筆的生產線，但近年開始建立新的產品線。最近萬寶龍將Bohème、Scenium與Starwalker系列加入其生產線。

## 特別版與其他生產線
萬寶龍生產與其標準產品不同設計的限量版。版本包括 Patron of the Art（每年4810/888支）、Writers Edition、Annual Edition、各種週年紀念版（Anniversary Editions）、Donation Series 與只有一支的紀念性鋼筆。
近來萬寶龍多樣化其他名貴物品。除書寫工具外萬寶龍現在銷售手錶、皮革產品、女性與男性首飾與書桌的附件。

## 主要書寫工具系列
萬寶龍於大部分筆款提供鋼筆、原子筆、鋼珠筆三種書寫模式，而少部分筆款則有自動鉛筆、細字筆以及螢光筆可供選擇。
- Meisterstück 大師傑作（大班）

149/146/145
- StarWalker 星際行者
- Heritage Collection 傳承系列

Rouge et Noir/1912
- Patron of Art 藝術家贊助
- Writers Edition 大文豪
- Great Characters 著名人物

## 外部連結
- 萬寶龍官方網站 （页面存档备份，存于）
- Montblanc的Facebook專頁
- Montblanc的X（前Twitter）
- YouTube上的Montblanc頻道
- Montblanc的Instagram帳戶